# Eutrepsia primulina
Eutrepsia primulina is een vlinder uit de familie van de spanners (Geometridae). De wetenschappelijke naam van de soort is voor het eerst geldig gepubliceerd in 1892 door Butler & Druce.